# Muelleroecia
Muelleroecia is een geslacht van kreeftachtigen uit de klasse van de Ostracoda (mosselkreeftjes).

## Soorten
- Muelleroecia glandulosa (Müller, G.W., 1906)
- Muelleroecia macromma (Müller, G.W., 1906)